# Sjölejonet-klass
Sjölejonet-klass är typen för en serie om nio svenska ubåtar. Ubåtarna byggdes under åren 1936–1941. Ubåtstypen utrangerades mellan 1959 och 1964.